# 340 Edvarda
340 Edvarda (mednarodno ime je 340 Eduarda) je asteroid tipa  S (po Tholenu).

## Odkritje
Asteroid je odkril nemški astronom Max Wolf ( 1863 – 1932) 25. septembra 1892 v Heidelbergu. Imenuje se po nemškem bankirju in amaterskem astronomu Heinrichu Eduardu von Ladeju (1817 – 1904).

## Lastnosti
Asteroid Edvarda obkroži Sonce v 4,55 letih. Njegova tirnica ima izsrednost 0,117, nagnjena pa je za 4,679° proti ekliptiki. Premer asteroida je okoli 30 km.